# Pilophyllum villosum
Pilophyllum villosum là một loài thực vật có hoa trong họ Lan. Loài này được (Blume) Schltr. miêu tả khoa học đầu tiên năm 1914.